# St. Peter (Teheran)

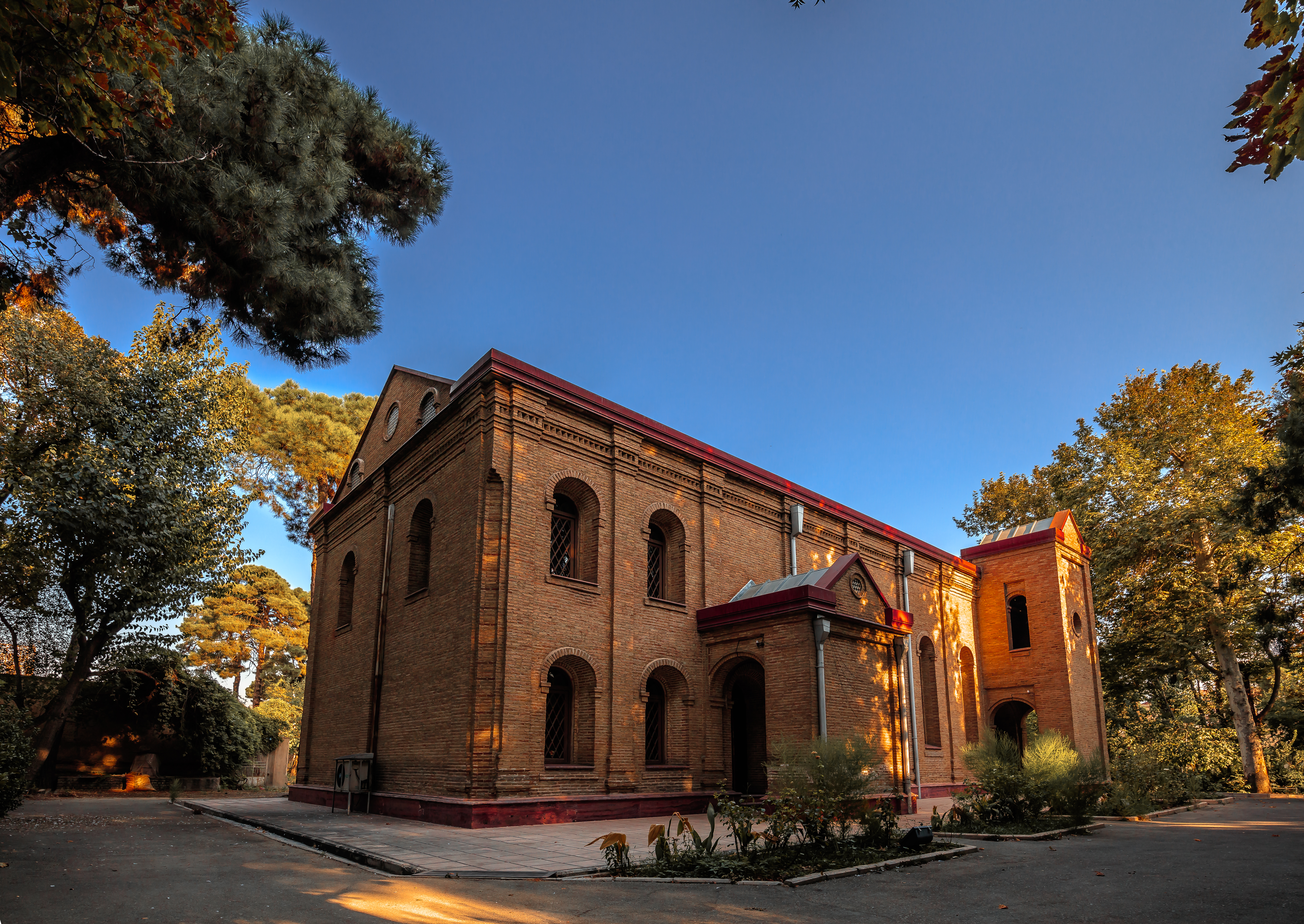
Evangelische Kirche St. Peter zu Teheran, 2017

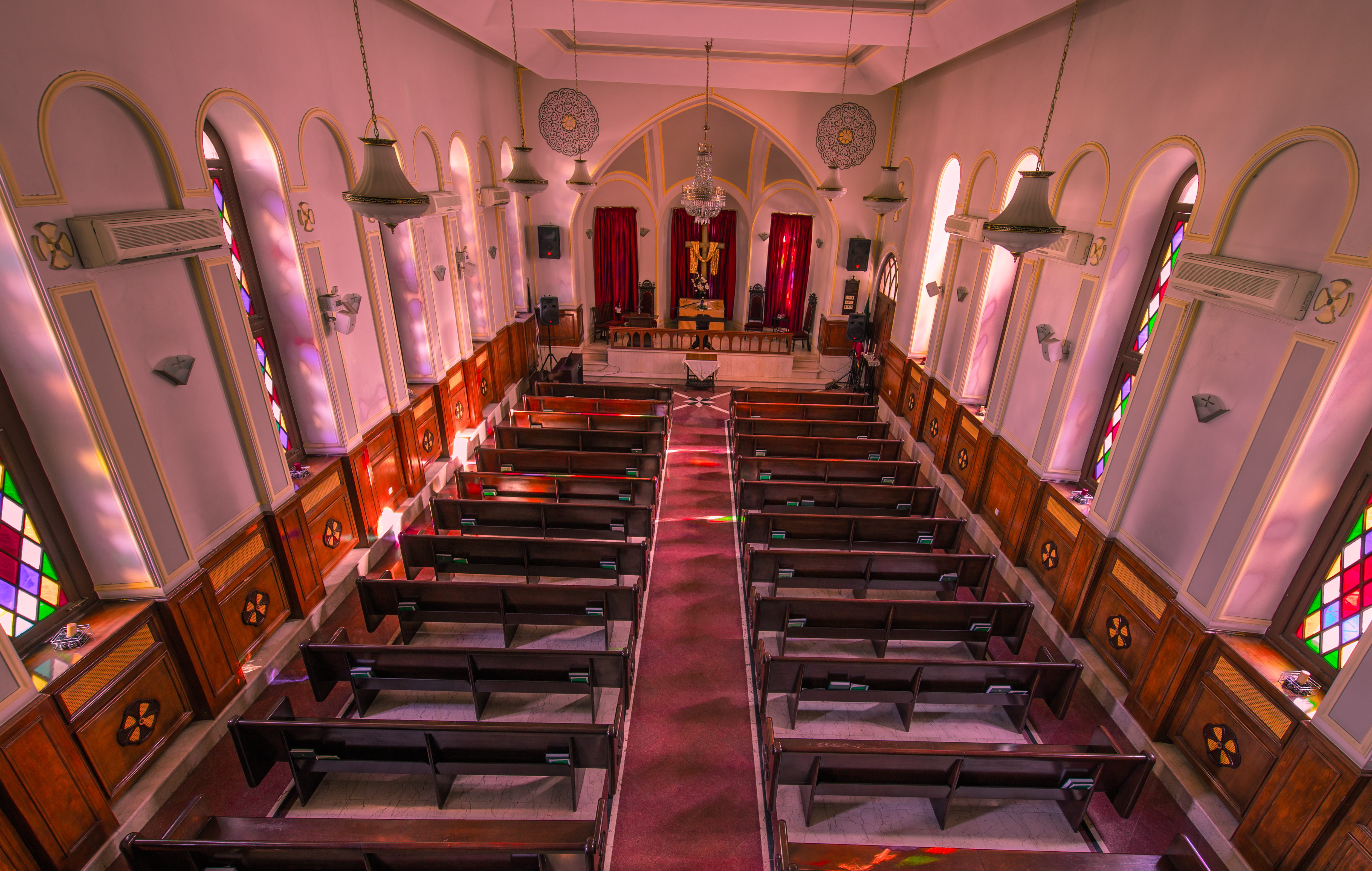
Innenansicht der Kirche, 2017

Die Evangelische Presbyterianische Kirche St. Peter (persisch کلیسای انجیلی آشوریان تهران) ist eine Kirche in der iranischen Hauptstadt Teheran, die im Jahre 1876 geweiht wurde. Sie ist die Hauptkirche der Evangelischen Presbyterianischen Kirche Irans.

## Standort
Die Teheraner Evangelische Presbyterianische Kirche St. Peter befindet sich in einer parkartigen Umgebung an der Ostseite der Straße des 30. Tir (21. Juli [1952], Siyeh-i Tir, ehemals Qavām-al-Saltaneh-Straße, خیابان قوامالسلطنه) und Nordseite der Mirza-Mohammad-Straße, rund 100 m südöstlich des Rates der Evangelischen Kirchen des Iran (شوراي كليساهاي انجيلي ايران) direkt an der Straße des 30. Tir, etwa 220 m südsüdöstlich des Iranischen Museums für Glas und Keramik, etwa 200 m südöstlich der Haim-Synagoge und rund 400 m südlich der armenischen Kirche der Heiligen Muttergottes. Etwa 50 m nordöstlich der Kirche St. Peter befindet sich die Mersad-Schule, die als staatliche Primarschule aus der ehemaligen US-amerikanischen presbyterianischen Primarschule hervorgegangen ist. Die staatliche Alborz-Oberschule, Nachfolgeeinrichtung des einstigen presbyterianischen American College of Tehran, befindet sich dagegen neben der Amirkabir-Universität für Technologie als deren östlicher Nachbar, nördlich der Straße der Islamischen Revolution (Enqelab, خیابان انقلاب اسلامی) und westlich der Hafez-Allee, etwa 1,3 km nördlich der Kirche St. Peter und somit nicht in deren Nachbarschaft.

## Geschichte

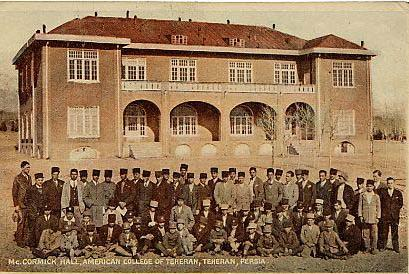
American College of Tehran, 1930

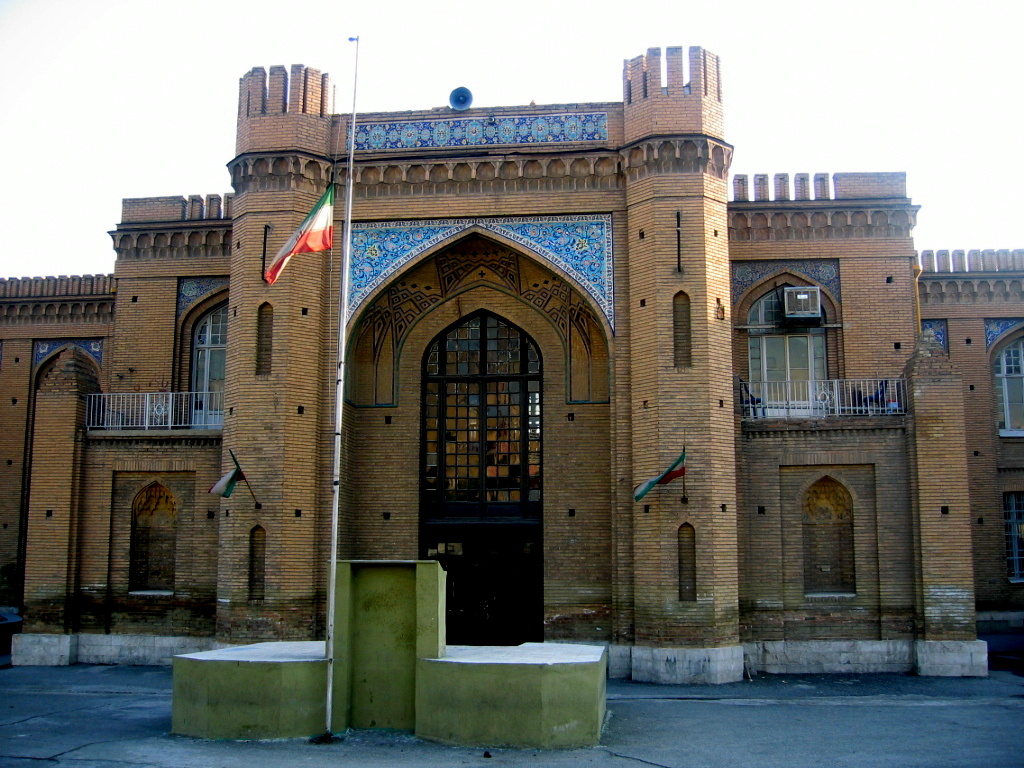
Heutige staatliche Alborz-Oberschule, 2007, früher American College of Tehran

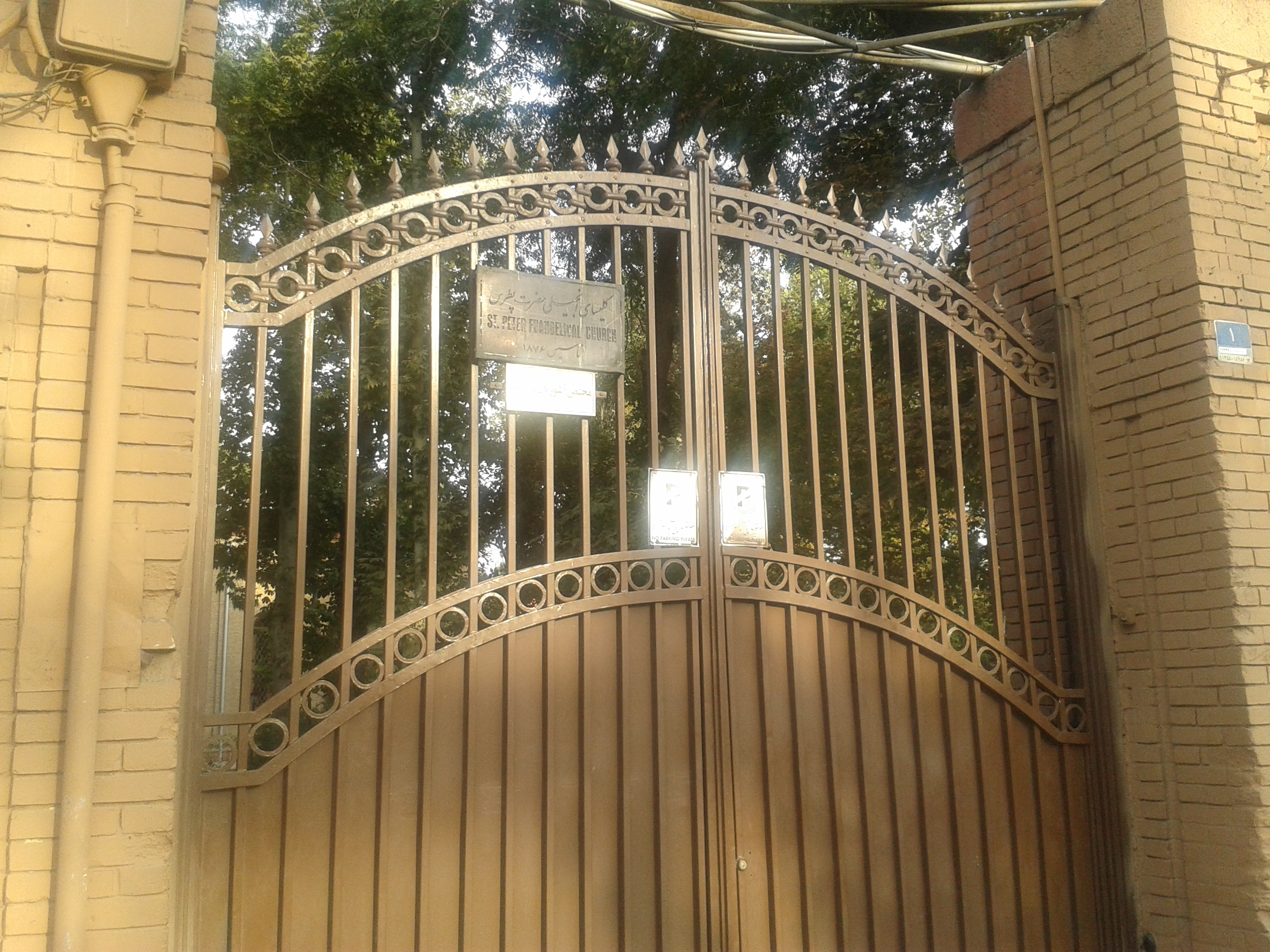
Persisch und Englisch – nicht Syrisch oder Armenisch

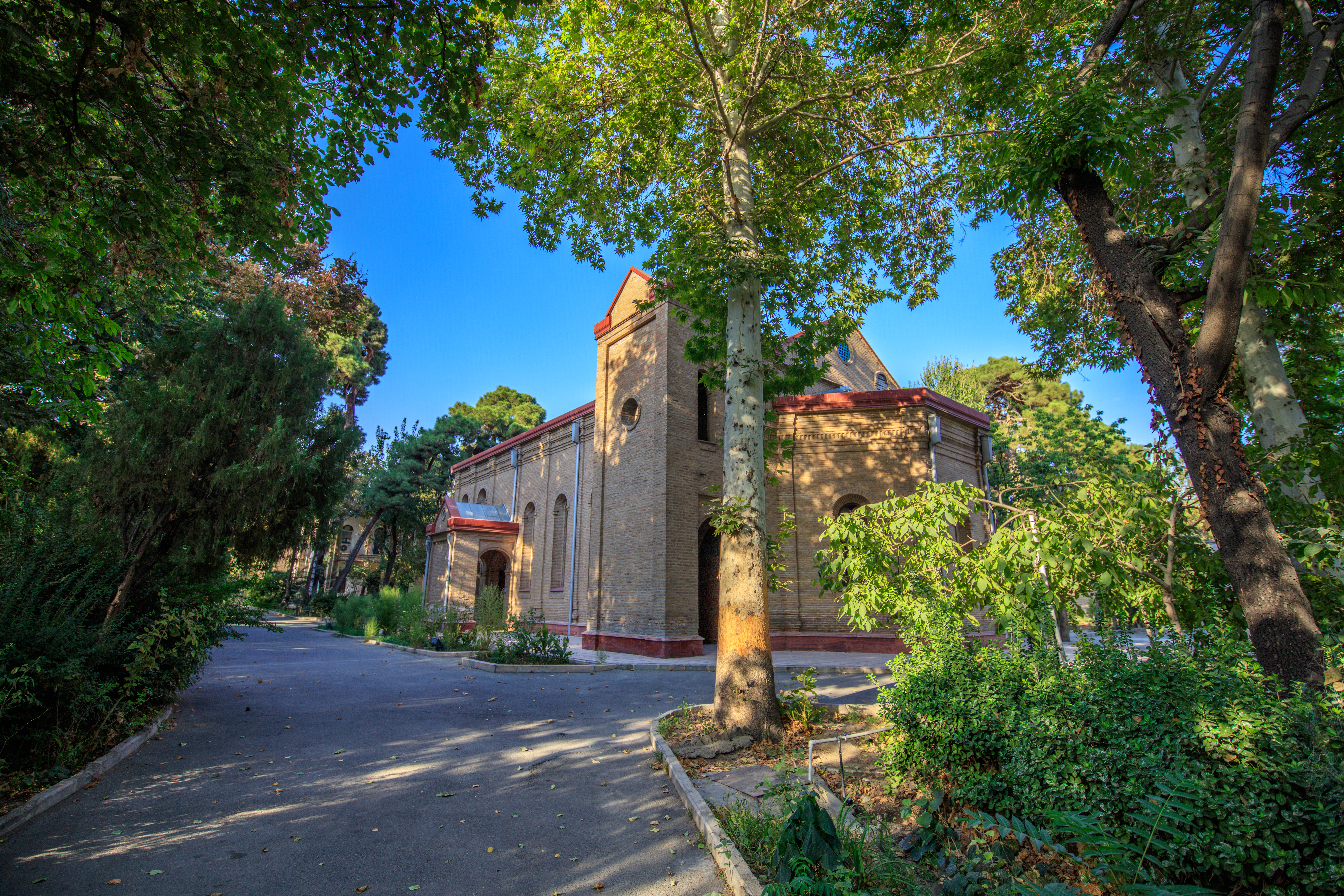
Evangelische Kirche St. Peter zu Teheran, 2017

Presbyterianische Missionare aus den USA begannen ihre Mission im Iran 1834 mit Henry Martyn in Urmia, doch kamen in der zweiten Jahrhunderthälfte Missionare auch nach Teheran. Eine leitende Funktion beim Aufbau der Teheraner Gemeinde hatte der aus den USA stammende presbyterianische Missionar Samuel Jordan, der neben der Kirche auch die Alborz High School gründete. Die Evangelische Presbyterianische Kirche St. Peter in Teheran wurde 1876 fertiggestellt, nachdem Nāser ad-Din Schāh den Missionaren das Land gegen die Zusicherung abgegeben hatte, dass hier auch eine Schule errichtet werde. So entstand hier neben der Kirche die erste US-amerikanische Schule im Iran, in der neben christlichen auch Kinder aus muslimischen Familien unterrichtet wurden. Zu den Besuchern der Kirche gehörten insbesondere Armenier und Assyrer, die sich der evangelischen Kirche angeschlossen hatten. Mit der Zeit gab es allerdings auch immer mehr Menschen mit muslimischem Hintergrund, die zum Glauben an Jesus Christus kamen und Teil der evangelischen Gemeinde wurden.
Nach der Islamischen Revolution 1979 wurde die Schule verstaatlicht und dem Bildungsministerium unterstellt. Zwischen Kirche und Schule wurde eine Mauer errichtet, und der Name der Schule wurde von Mehr Jordan (مهرجُردن) in Mersad (مرصاد) geändert. Die neue Regierung ging scharf gegen die Konversion vom Islam zu anderen Religionen vor und verordnete, dass Personen mit muslimischem Hintergrund nicht mehr an den Gottesdiensten teilnehmen und selbst Gottesdienste in persischer Sprache nicht gehalten werden durften. In manchen Kirchen wurde Gottesdienste nur am Sonntag, dem christlichen Feiertag geduldet, nicht dagegen am Freitag, dem Feiertag im Iran. In der Folge wurden Kirchen geschlossen, die sich nicht daran hielten. 2006 gehörte die presbyterianische Hauptkirche St. Peter zu den letzten drei evangelischen Kirchen in Teheran mit persischsprachigen Gottesdiensten neben der presbyterianischen Immanuelkirche im Stadtteil Vanak und der Hauptkirche der pfingstkirchlichen Dschama'at-e Rabbani an der Taleqani-Allee, die 2013 polizeilich geschlossen wurde. Diese drei hatten im Jahre 2006 weniger als 1000 registrierte Mitglieder. Am 2. Januar 2014 verordneten die Behörden das Ende der Gottesdienste in persischer Sprache auch in der Immanuelkirche und der Peterskirche. Die evangelische Kirche St. Peter blieb geöffnet, doch endeten die Gottesdienste in persischer Sprache. Heute wird die Kirche von evangelischen Koreanern (aus Südkorea) für ihre freitäglichen Gottesdienste genutzt. Neben den Koreanern nutzen auch noch evangelische Armenier die Kirche für ihre Gottesdienste.

## Architektur
Die aus roten Mauerziegeln errichtete Teheraner Evangelische Kirche St. Peter verbindet europäischen mit iranischem Baustil. Sie steht auf rechteckigem Grundriss in Nord-Süd-Richtung mit einem grauen Satteldach und der trapezförmigen Apsis mit dem Altar im Süden. An der Westseite befindet sich im nördlichen Abschnitt ein Porticus mit Eingang und im südlichen Abschnitt ein Narthex, in dem sich auch die Glocken befinden, mit einem weiteren Eingang an der Westseite. Einen dritten Eingang gibt es an der Ostseite. Nördlich des Porticus ist ein zweistöckiger Gebäudeabschnitt und südlich von ihm der Kirchensaal. Dieser erhält durch große, bunt verglaste Rundbogenfenster von rechts und links viel Tageslicht. Die Innenwände sind mit Gips verputzt. Der Altarbereich im Süden befindet sich unter einem großen Spitzbogen, hinter dem drei Durchgänge unter Rundbögen zur Apsis weisen. Die Kirche ist 25 m lang, 5 m breit und 11 m hoch. Das Kirchengebäude wurde am 8. Juni 2000 unter der Nummer 2684 als Nationaldenkmal des Iran registriert.